# Coelognathosuchia
De Coelognathosuchia zijn een clade van uitgestorven neosuchide Crocodyliformes die alle taxa omvatten die nauwer verwant zijn aan de familie Pholidosauridae dan aan Bernissartia fagesii of Eusuchia. Martijn et alii (2014) benoemden de clade omdat de goniopholididen en pholidosauriërs een groep vormden in hun fylogenetische analyse van crocodyliforme evolutionaire verwantschappen. In hun analyse waren Pholidosauridae monofyletisch en de Goniopholididae waren parafyletisch, een verzameling van achtereenvolgens meer basale taxa binnen Coelognathosuchia. Coelognathosuchia zelf was gepositioneerd nabij de basis van de grotere clade Neosuchia als de zustergroep van een clade met de neosuchiër Bernissartia en Eusuchia uit het Vroeg-Krijt, de groep die alle moderne krokodilachtigen en hun naaste uitgestorven verwanten omvat.
Martijn et al. benoemden Coelognathosuchia (van het Griekse κοῖλος (koĩlos, 'hol'), γνάθος (gnáthos, 'kaak') en σοῦχος (soũchos, 'krokodil')) naar een kleine verlaging op het oppervlak van de schedel tussen het bovenkaaksbeen en het jukbeen bij zowel goniopholididen als pholidosauriërs. Andere diagnostische kenmerken van Coelognathosuchia zijn onder meer de oogkassen die smaller zijn dan het voorhoofdsbeen dat ze scheidt en kleiner dan de bovenste slaapvensters (twee gaten aan de achterkant van het schedeldak) erachter, een inkeping tussen de premaxilla en maxilla aan de tip van de snuit, en de vermindering of afwezigheid van de fenestrae antorbitales (een paar gaten in de snuit voor elke oogkas).
Een nauwe verwantschap tussen Goniopholididae en Pholidosauridae is in strijd met de hypothese dat pholidosauriërs juist nauwer verwant zijn aan de familie Dyrosauridae. Deze alternatieve fylogenie werd in veel analyses gevonden, waaronder Jouve et alii (2006), Pol en Gasparini (2009), en de Andrade et alii (2011), die de clade Tethysuchia benoemden. In beide studies bleek Goniopholididae een minder nauw verwante clade binnen de Neosuchia te zijn. In hun beschrijving van Pholidosaurus-exemplaren uit het zuidwesten van Frankrijk, herhaalden Martin e.a. hun mening dat de Dyrosauridae niet zo nauw verwant zijn aan de Pholidosauridae als eerdere auteurs meenden, door te wijzen op talrijke gedeelde kenmerken tussen de Cherves-de-Cognac pholidosauriër-resten en Goniopholididae.